# Bayerisches Katastrophenschutzgesetz
Das Bayerische Katastrophenschutzgesetz (BayKSG) ist ein Landesgesetz, das die Aufgaben und Befugnisse der bayerischen Katastrophenschutzbehörden bei der Abwehr von Katastrophen und den dafür notwendigen Vorbereitungsmaßnahmen regelt.
Eine Katastrophe im Sinn des BayKSG „ist ein Geschehen, bei dem Leben oder Gesundheit einer Vielzahl von Menschen oder die natürlichen Lebensgrundlagen oder bedeutende Sachwerte in ungewöhnlichem Ausmaß gefährdet oder geschädigt werden und die Gefahr nur abgewehrt oder die Störung nur unterbunden und beseitigt werden kann, wenn unter Leitung der Katastrophenschutzbehörde die im Katastrophenschutz mitwirkenden Behörden, Dienststellen, Organisationen und die eingesetzten Kräfte zusammenwirken“ (Art. 1 Abs. 2 BayKSG).
Das sind insbesondere Naturkatastrophen wie extremer Schneefall oder schwere Hochwasser, aber auch andere schwere Unglücksfälle wie der Eisenbahnunfall von Bad Aibling oder kerntechnische Unfälle.

## Vorbereitende Maßnahmen
Zu den vorbereitenden Maßnahmen im Katastrophenschutz gehört es insbesondere, Katastrophenschutzpläne und besondere Alarm- und Einsatzpläne zu erstellen und Katastrophenschutzübungen durchzuführen (Art. 3 BayKSG).
Unbeschadet der Betreiberpflichten nach der 12. BImschV (Störfall-Verordnung) sind aufgrund Art. 6 der Seveso-III-Richtlinie die Kreisverwaltungsbehörden verpflichtet, externe Notfallpläne für Industriebetriebe zu erstellen, in denen Chemikalien oder Explosivstoffe vorhanden sind, die bestimmte Mengenschwellen erreichen oder überschreiten (Art. 3a BayKSG). Es gibt in Bayern 136 Betriebe dieser Kategorie, davon 39, bei denen aufgrund ihrer geografischen Lage und ihrer Nähe sowie ihrer Verzeichnisse gefährlicher Stoffe ein erhöhtes Risiko schwerer Unfälle bestehen kann oder diese Unfälle folgenschwerer sein können.
Notfallpläne sind auch für Abfallentsorgungseinrichtungen vorgesehen, bei denen ein Versagen oder der nicht ordnungsgemäße Betrieb aufgrund ihrer Größe, ihres Standorts und der Umweltauswirkungen zu einem schweren Unfall führen könnte (Art. 3b BayKSG in Verbindung mit der Richtlinie 2006/21/EG).
Die Pläne werden nach Anhörung der Öffentlichkeit erstellt (Art. 3a Abs. 5 und 6, Art. 3b Abs. 1 Satz 2 BayKSG).
Krankenhausträger müssen Alarm- und Einsatzpläne aufstellen, die insbesondere organisatorische Maßnahmen zur Ausweitung der Aufnahme- und Behandlungskapazität vorsehen, um einen Massenanfall von Verletzten zu bewältigen (Art. 8 Abs. 1 BayKSG). Diese Pläne stellen sie der Integrierten Leitstelle zur Verfügung.

## Maßnahmen im Katastrophenfall
Katastrophenschutzbehörden sind die Kreisverwaltungsbehörden, die Regierungen und das Staatsministerium des Innern, für Sport und Integration (Art. 2 BayKSG). Diese stellen gegebenenfalls das Vorliegen und das Ende einer Katastrophe fest und geben die Feststellung unverzüglich öffentlich bekannt (Art. 4).
Die Katastrophenschutzbehörde leitet den Einsatz und hat ein umfangreiches Weisungsrecht gegenüber allen für den Einsatzbereich zuständigen staatlichen Behörden und Dienststellen der gleichen oder einer niedrigeren Stufe sowie den zur Katastrophenhilfe Verpflichteten und den eingesetzten Kräften (Art. 5 BayKSG).
Auf Ersuchen der Katastrophenschutzbehörden sind zur Mitwirkung im Katastrophenschutz verpflichtet (Art. 7 Abs. 3 BayKSG):
1. die Behörden und Dienststellen des Freistaates Bayern,
2. die Gemeinden, die Landkreise und die Bezirke,
3. die sonstigen der Aufsicht des Freistaates Bayern unterstehenden Körperschaften, Anstalten und Stiftungen des öffentlichen Rechts,
4. die Feuerwehren,
5. die freiwilligen Hilfsorganisationen, insbesondere das  Bayerische Rote Kreuz, der Arbeiter-Samariter-Bund, der Malteser-Hilfsdienst, die Johanniter-Unfall-Hilfe und die Deutsche Lebens-Rettungs-Gesellschaft,
6. die Verbände der Freien Wohlfahrtspflege.

Laut bayerischem Innenministerium verfügt der Freistaat Bayern über mehr als 470.000 Einsatzkräfte, die im Fall einer Katastrophe helfen können. Davon arbeiten 450.000 ehrenamtlich.
Auf Anforderung der Katastrophenschutzbehörde leistet das THW technische Hilfe (Art. 8 Abs. 3 BayKSG, § 1 Abs. 2 Nr. 3 THW-Gesetz).
Die Katastrophenschutzbehörde kann zur Katastrophenabwehr von jeder Person die Erbringung von Dienst-, Sach- und Werkleistungen verlangen sowie die Inanspruchnahme von Sachen anordnen, bei Gefahr in Verzug Sachen auch unmittelbar in Anspruch nehmen (Art. 9 BayKSG). Bei Gefahr im Verzug und soweit Polizei nicht zur Verfügung steht, kann sie auch das Betreten des Katastrophengebiets verbieten, Personen von dort verweisen und das Katastrophengebiet sperren und räumen (Art. 10 BayKSG). Verstöße können als Ordnungswidrigkeit mit Geldbuße bis zu fünftausend Euro geahndet werden (Art. 18 BayKSG).
Leistungen, die über verkehrsübliche Hilfeleistungen oder über die gesetzlich bestehenden Rechtspflichten hinausgehen sowie auf Grund von Maßnahmen nach Art. 9 oder 10 erlittene nicht zumutbare Schäden werden nach Art. 14 BayKSG entschädigt. So besteht etwa gem. § 323c StGB für jedermann die Verpflichtung, bei Unglücksfällen oder gemeiner Gefahr oder Not Hilfe zu leisten, wenn dies erforderlich und ihm den Umständen nach zuzumuten, insbesondere ohne erhebliche eigene Gefahr und ohne Verletzung anderer wichtiger Pflichten möglich ist. Art. 14 BayKSG gewährt nur im Ausnahmefall eine Entschädigung nach den Grundsätzen über den Aufopferungsanspruch.
Das Recht auf körperliche Unversehrtheit, die Freiheit der Person, die Versammlungsfreiheit, die Freizügigkeit und die Unverletzlichkeit der Wohnung (Art. 2 Abs. 2 Sätze 1 und 2, Art. 8 Abs. 2, Art. 11 und 13 des Grundgesetzes, Art. 102, 106 Abs. 3, Art. 109, 113 der Verfassung des Freistaates Bayern) können auf Grund des BayKSG eingeschränkt werden (Art. 19 BayKSG). Das BayKSG hat damit notstandsähnlichen Charakter.

## Fonds zur Förderung des Katastrophenschutzes
Aufwendungen für den Katastrophenschutz werden über den Fonds zur Förderung des Katastrophenschutzes getragen (Art. 12 BayKSG). Der Fonds ist ein staatlich verwaltetes Sondervermögen ohne eigene Rechtspersönlichkeit und wird zu 2/3 aus Beiträgen des Staates und 1/3 aus Beiträgen der Landkreise und der kreisfreien Gemeinden getragen.

## Maßnahmen zur Infektionsbekämpfung
In der aktiven Inanspruchnahme Dritter zu Hilfeleistungen liegt ein qualitativer Unterschied zu der Anordnung von Infektionsschutzmaßnahmen, wie etwa Quarantänen oder Ausgangssperren, die sich auf § 28 Abs. 1 oder § 32 des Infektionsschutzgesetzes (IfSG) stützen. Deren Verbotswirkung erschöpft sich in der Pflicht zur Passivität. Die am 24. März 2020 für Bayern aufgrund § 32 IfSG angeordnete Ausgangssperre ist eine Infektionsschutzmaßnahme im Anwendungsbereich des IfSG. Soweit das IfSG zum Erlass derartiger Maßnahmen ermächtigt und die nach dem IfSG zuständigen Behörden weiterhin handlungsfähig sind, müssen die Befugnisse, die durch das BayKSG für den Katastrophenfall vermittelt werden, hinter dem Infektionsschutzrecht als lex specialis  zurücktreten.
Das Bayerische Infektionsschutzgesetz sieht unter anderem den aktiven Zugriff auf die Hersteller von Arzneimitteln und Medizinprodukten sowie die aktive Inanspruchnahme medizinischen und pflegerischen Personals vor, um das Gesundheitssystem im Krisenfall zu stabilisieren. Eine Inanspruchnahme von jedermann, so wie sie das BayKSG kennt, ermöglicht es aber nicht. Außerdem berechtigt es die zum Vollzug des Infektionsschutzgesetzes zuständigen Behörden (Kreisverwaltungsbehörden), nicht die Katastrophenschutzbehörden.
So wurden alle bisherigen Maßnahmen zur Bekämpfung der COVID-19-Pandemie in Bayern, die Grundrechte einschränken, ausdrücklich auf das Infektionsschutzgesetz gestützt.